# ناديا قزي
ناديا قزي (بالأحرف اللاتينية Nadia Azzi) المولودة في دونيدين، فلوريدا، الولايات المتحدة في 11 أغسطس / آب 1998 هي عازفة بيانو أميركية شابة من أصول لبنانية من جهة الوالد، ويابانية من جهة الوالدة. بدأت العزف على البيانو وهي في سن الرابعة والنصف، وحائزة على جوائز عديدة في العزف على البيانو. وناديا قزي ماهرة أيضا في العزف على الكمان.
عام 2010، حضرت ناديا قزي «مهرجان أورفيو الدولي للموسيقى». وعام 2011 قُبِلَتْ في «مهرجان ومدرسة أسبين للموسيقي» لتدرس بإشراف يوهيفيد كابلينسكي الشهير الذي درّس في مدرسة جوليارد.
عام 2010 كانت انطلاقتها بالعزف في «كارنغي هول» في نيويورك. وفي صيف 2010 عزفت لأول مرة في القارة الأوروبية على مسرح «تياترو كومونال» في ستيرزينغ، إيطاليا، ولعدة مرات في إسبين، كولورادو. أما بدايتها للعزف مع أوركسترا فكانت بعزفها لمقطوعة كونشرتو رقم 2 لـ بيتهوفن Boston Neo-politan Chamber Orchestra في كامبريدج، ماساتشوسيتس بقيادة جون سياندر ميتشل. كما عزفت منفردة في «مدرسة الموسيقى الجديدة في شيكاغو».

## الجوائز
في عمر الحادية عشرة، فازت ناديا قزي بالميدالية الذهبية لـ American Association for the Development of the Gifted and Talented - AADGT. عام 2010، ناديا كانت أصغر فائزة بجائزة «مسابقة مهرجان أورفيو الموسيقية الدولية» الإيطالية. في مايو / أيار 2011، ربحت جائزتين في التصنيف العام Overall و«جائزة ART للموسيقى الجديدة» في «المسابقة الوطنية للموسيقى الجديدة للفنانين الشباب» في شيكاغو، إيلينوي. كما هي حائزة على الجائزة الرئيسية في «الفئة المفتوحة للموسيقى المبكّرة للجونيورز» عام 2010 وفي «الفئة المفتوحة لعازففي البيانو الجونيورز» عام 2011 في Walgreens National Concerto Competition في فورت شيريدان، إيلينوي في إطار «فناني الميد-وست الشباب». كما كانت الفائزة في «مسابقة الفنانين الشباب في تامبا باي السيمفونية».

## مشاركتها في آرابز غوت تالنت
شاركت قزي في الموسم الرابع من آرابز جوت تالنت في 2014-2015 وحصلت على «البازر الذهبي» من علي جابر ووصلت إلى النصف النهائي لكنها لم تفلح في الوصول للنهائي.